# Cobertor de botões

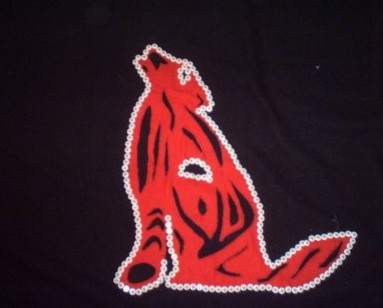
Um cobertor de botões contemporâneo feito por Joshua Sherurcij, 2008

Um cobertor de botões é uma coberta de lã adornada com botões de madrepérola. Foram criados por tribos da Costa Noroeste, e são usados para fins cerimoniais.
De modo similar a brasões de armas exibem os animais totem do clã de seus portadores, e sinalizam o seu status.
As cobertas são usadas como capas e presentes em danças cerimoniais e potlatches.
Essas vestes são declarações poderosas de identidade e, ao vesti-las, as pessoas se tornam em um sentido real o que vestem.

As cobertas foram a princípio adquiridos dos comerciantes da Hudson's Bay Company em meados do século XIX. Os cobertores comerciais eram tipicamente azuis escuros e decorados com botões feitos de conchas de abalone ou dentalium . A crista central normalmente retratava um símbolo da herança familiar do usuário.

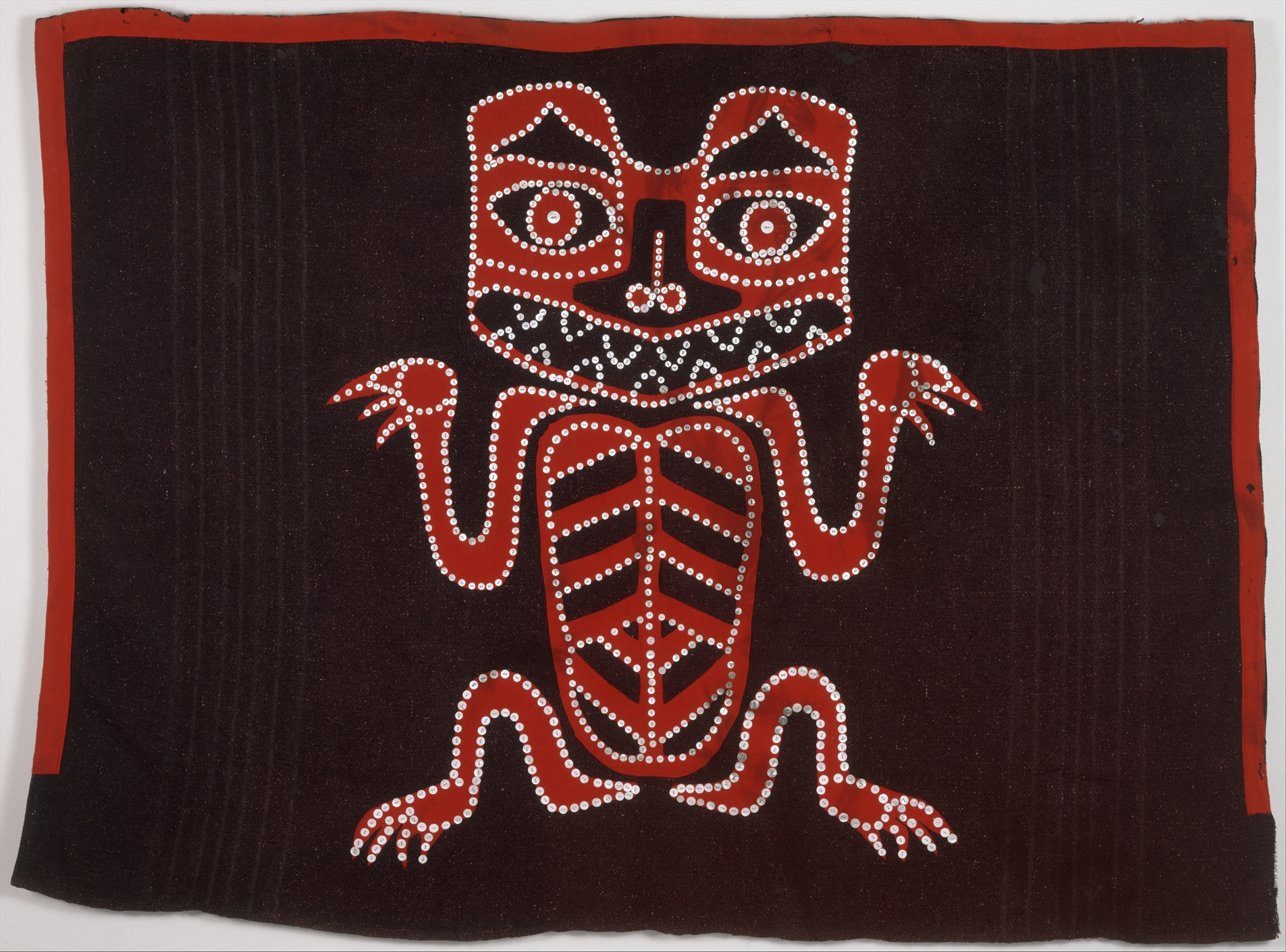
Cobertor de Botões Haida
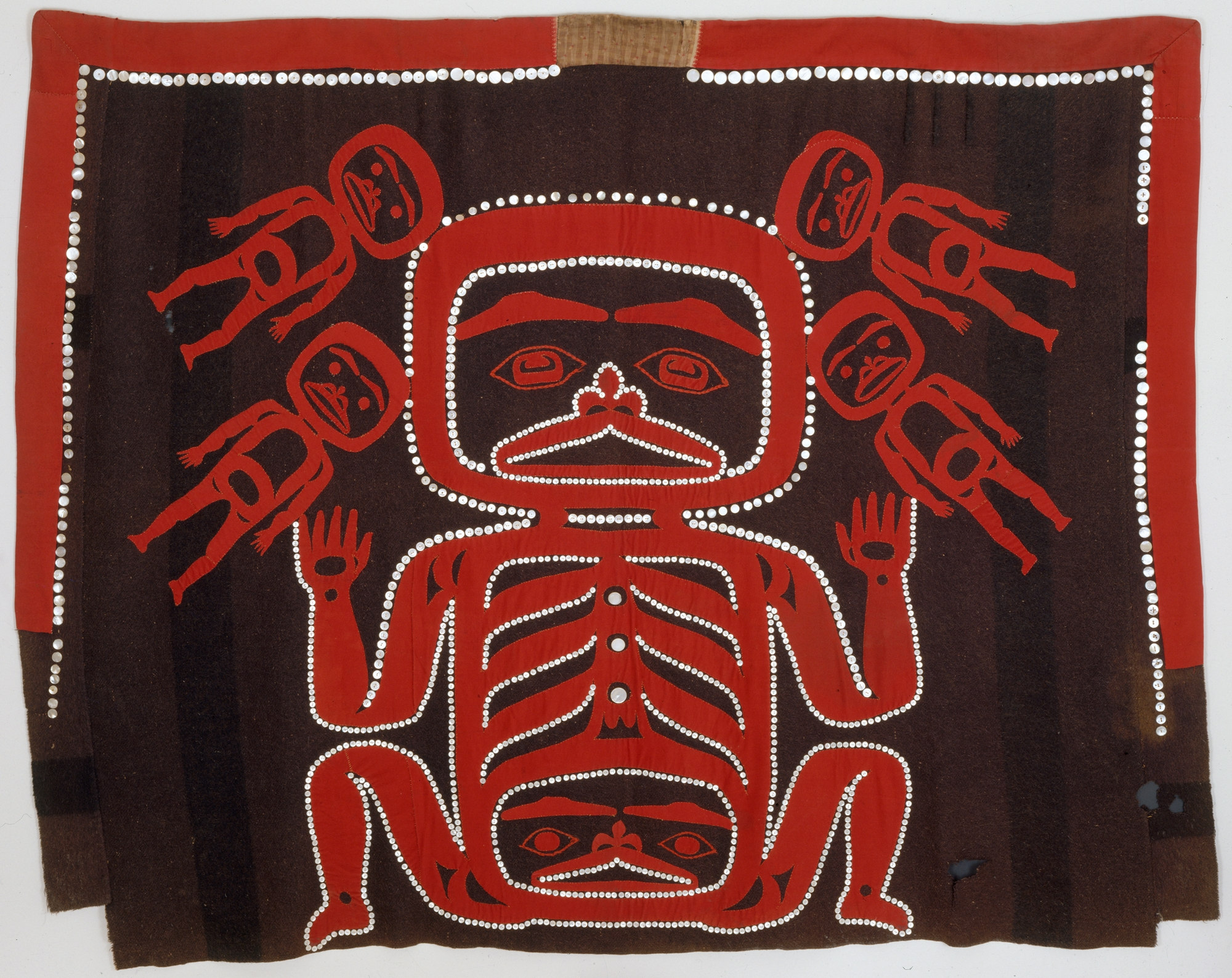
Cobertor de Botões Tsimshian
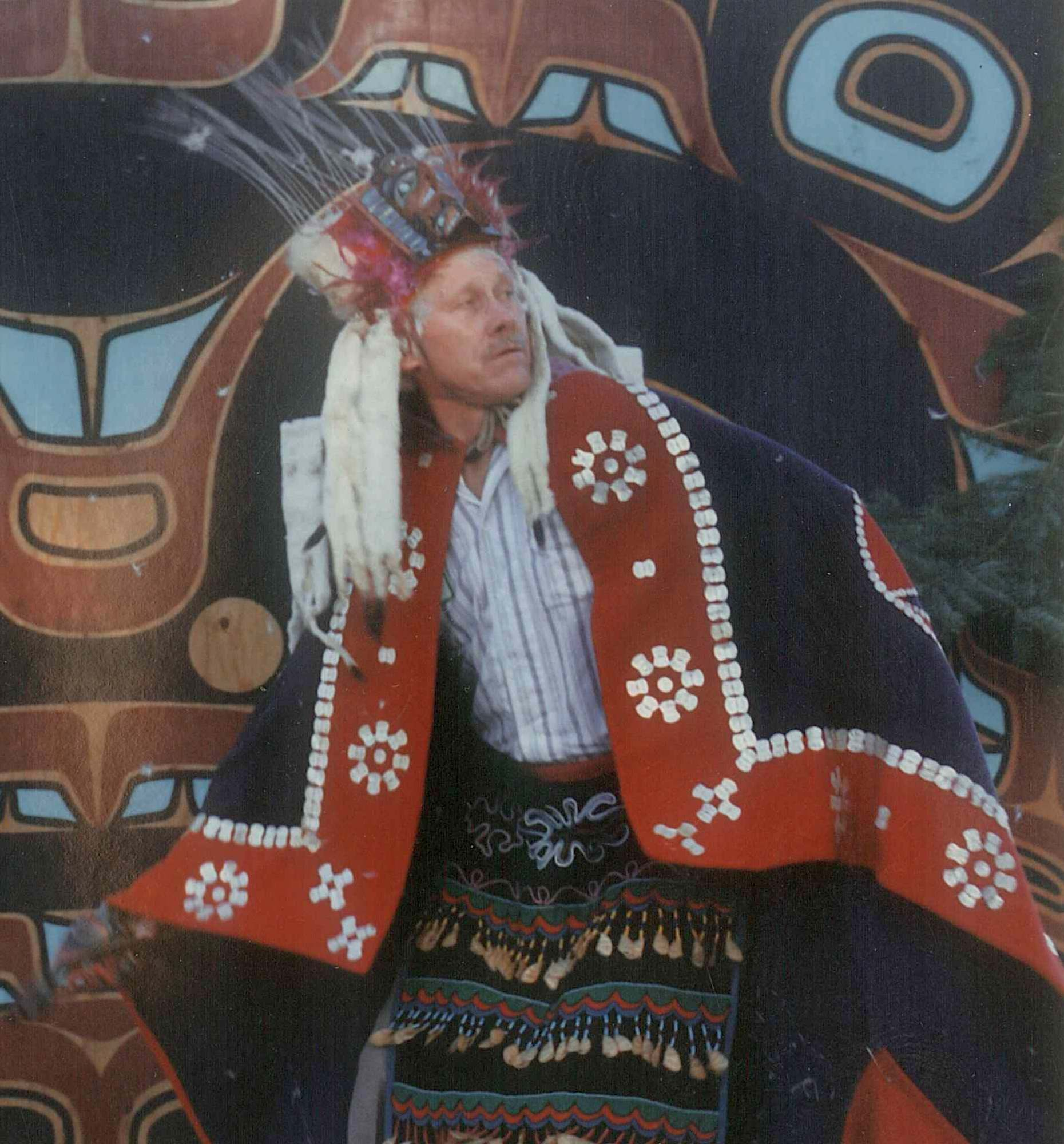
Antropólogo Bill Holm demonstrando uma interpretação de uma dança tradicional. Ele usa um cobertor de botões (julho de 1987)

As mantas costumam ter uma borda vermelha nas bordas superior e lateral. Uma figura de crista central é criada a partir dos botões e apliques de flanela vermelha. Cobertores de botão são usados sobre os ombros e o design do brasão fica nas costas do usuário.
Os cobertores não são pendurados nas paredes, exceto em funerais ou perto dos túmulos dos chefes.
A artista haida Florence Davidson (1896–1993) era conhecida por seus cobertores de botões.
Em 2015, a estudante de direito Christina Gray, da nação Lax Kw'alaams Tsimshian, obteve formalmente o direito de usar um cobertor de botões e um chapéu de cedro com suas vestes de advogada durante a cerimônia em que se bacharelou em Ontário. Ela citou o uso do cobertor de botões como um símbolo das tradições legais de sua nação.